# Oecetis spicata
Oecetis spicata là một loài Trichoptera trong họ Leptoceridae. Chúng phân bố ở miền Australasia.